# Platycoryne alinae
Espèce
Platycoryne alinae Szlach. est une espèce d'Orchidées originaire du Cameroun. 

## Étymologie
Son épithète spécifique alinae fait référence à l'épouse de Dariusz Szlachetko, Alina.

## Description
L'espèce est assez proche de Platycoryne macroceras Summerh. . Elle s'en distingue toutefois par un éperon plus long, des fleurs plus grandes, des pétales avec de petits lobules basaux et des anthérophores plus longs.

## Distribution
Endémique du Cameroun, elle n'a été récoltée qu'une seule fois (Georges Fotius, juin 1976), au mont Nganha, à une altitude de 1 650 m, à 50 km à l'est de Ngaoundéré, dans la région de l'Adamaoua. 
Elle est donc considérée comme « en danger critique d'extinction »selon les critères de l'UICN.